# Bronisław Poletur
Bronisław Poletur, ps. „B.Litur” (ur. 4 grudnia 1894 w Warszawie, zm. 28 kwietnia 1974 tamże) – polski nauczyciel, pedagog, poeta i pisarz.

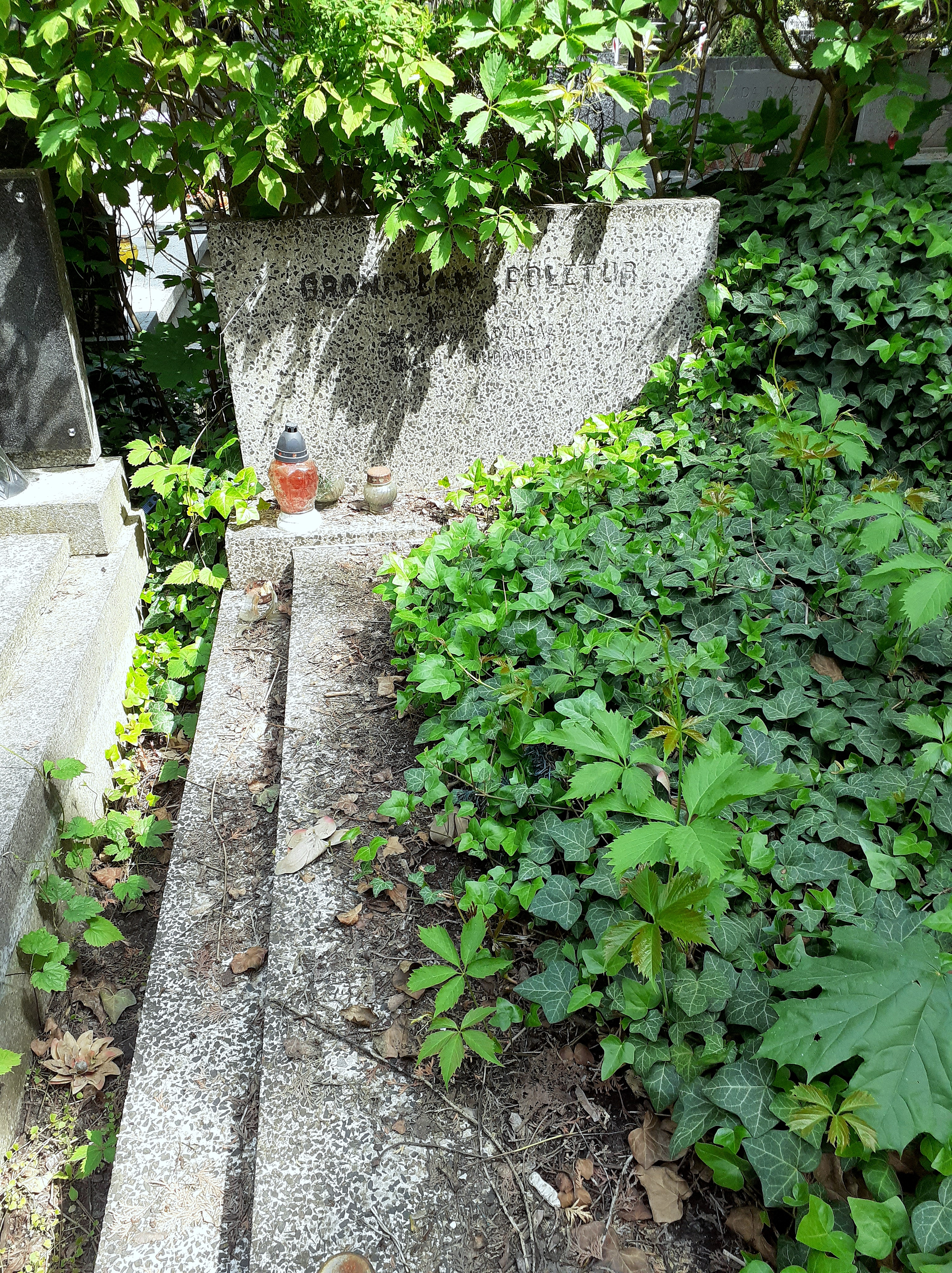
Grób Bronisława Poletura

## Życiorys
Urodził się 4 grudnia 1894 w Warszawie. Ukończył studia na uczelni wyższej. W 1924 był nauczycielem kontraktowym w Państwowym Seminarium Nauczycielskim Męskim w Siedlcach, gdzie uczył języka polskiego i propedeutyki filozofii. W połowie lat 20. był nauczycielem polonistą w Warszawie. Wówczas był współpracownikiem czasopism „Muzeum” (Czasopisma Poświęconego Sprawom Wychowania i Szkolnictwa), „Oświata Polska”, publikował w „Przeglądzie Warszawskim” (artykuł pt. Poeta mierny). W latach 30. był profesorem w Państwowym Gimnazjum im. Królowej Zofii w Sanoku. W 1933 był w komitecie redakcyjnym „Jednodniówki”, wydanej z racji jubileuszu 25-lecia istnienia i działalności Związku Strzeleckiego na terenie Sanoka, w której był autorem artykułu o tematyce niepodległościowej.
Zarządzeniem prezydenta RP Ignacego Mościckiego z 18 października 1932 został odznaczony Medalem Niepodległości za pracę w dziele odzyskania niepodległości.
Podczas II wojny światowej i trwającej okupacji niemieckiej funkcjonując pod pseudonimem „Wład” był współpracownikiem redakcji dwutygodnika ludowego „RUN – Ruch Uludowienia Narodu”. Był pierwszym dyrektorem powstałego w 1945 Państwowego Gimnazjum i Liceum Ogólnokształcącego w Nowym Mieście nad Pilicą. Po wojnie publikował w prasie: w ilustrowanym dodatku tygodniowym do „Życia Warszawy” pt. „Świat Się Zmienia” (na temat wychowania dzieci), w „Poradniku Pracownika Społecznego” (na temat samokształcenia i roli książki). W 1951 jako lektor Uniwersytetu Warszawskiego występował w prasie popierając ruch obrońców pokoju wobec idei remilitaryzacji Niemiec.
Zmarł 28 kwietnia 1974. Został pochowany na Cmentarzu Wojskowym na Powązkach w Warszawie (kwatera C33-4-17).

## Publikacje
Poezje i filozofia
- Wszechmiłość (impresje i fragmenty). Seria 1 (1916, Warszawa; wyd. pod pseudonimem „B.Litur”)[20][21][22]
- Polska od serca do serca (1932, Miejsce Piastowe)[23][24]
- Zarys koncepcyi filozoficznej (1922, Warszawa)[25][26]

Pedagogika
- Projekt programów Uniwersytetów Powszechnych (ludowych miejskich). Zarys metody i podstaw organizacji (1924, Warszawa; 1924 także w: „Oświata Polska”)[27][28][29]
- Projekt programów i metod historji polskiej na uniwersytetach ludowych (1924, w: „Oświata Polska”)[30]

Polonistyka
- Interpretacja lektury w szkole jako środek kształcenia intuicji bezpośredniego przeżycia i wyobraźni twórczej (szkic koncepcji metodycznej) (1924, Warszawa; pierwotnie w: „Ogniwo”)[31][32][33]
- Poetyka jako środek kształcenia intuicji bezpośredniego przeżycia i wyobraźni twórczej (1924, w: „Ogniwo”)[34][35][36][37]
- „Rozbiór Pana Tadeusza” jako zagadnienie nowej metody (ćwiczenia i teorja) (1924, Warszawa)[38][28][39]
- Historja literatury powszechnej (1925, w: „Przegląd Humanistyczny”)[40]
- „Wesele” Stanisława Wyspiańskiego. Komentarz, rozbiór dzieła, ocena, tematy i zagadnienia. Zestawienie z ideologją „Lilli Wenedy” Słowackiego (1925, Warszawa)[41]
- Nauka o literaturze w oświetleniu metody porównawczej (1926, w: „Muzeum”)[42]
- Nauka o literaturze w oświetleniu metody porównawczej (1926)[32]
- Interpretacja lektury w szkole, jako środek kształcenia intuicji bezpośredniego przeżycia i wyobraźni twórczej (1929; pierwotnie w: „Ogniwo”)[28]
- Treny Jana Kochanowskiego (ok. 1929, Warszawa)[43]

Historia
- Myśli o czynie orężnym. Z zagadnień „Chwili Osobliwej” (1917, Warszawa)[44]
- Józef Piłsudski (fragment będącej w druku książki p. n. „Narutowicz i Piłsudski)” (1929, Warszawa/Zamość; na okładce tytuł Piłsudskiego życie i dzieło)[45][46][47]
- Narutowicz i Piłsudski. Pisane pod bezpośredniem wrażeniem zamachu z r. 1922. Fakty, wrażenia i refleksje (1930, Zamość; na okładce tytuł Narutowicz, Piłsudski a dusza narodu)[45]
- Z przełomowej chwili. Wspomnienia w 70 letnią rocznicę (1940, Warszawa)[48]